# 颜习斋祠堂
颜习斋祠堂，位于中国河北省保定市北杨村，为保定市博野县的一个省级文物保护单位，类型为古建筑，公布时间为1993年7月15日。
颜习斋祠堂的历史年代为清代。